# Albrecht von Rehdiger
Albrecht von Rehdiger (* 24. März 1832 in Striese bei Schebitz, Landkreis Trebnitz, Schlesien; † 2. November 1904 ebenda) war ein deutscher Majoratsbesitzer und Parlamentarier.

## Leben
Albrecht war ein Sohn des Majoratsherrn auf Striese und Schebitz Rudolf von Rehdiger (1799–1861) und dessen Ehefrau Pauline, geborene von Werder (1810–1871). Seine Schwester Elisa (1829–1892) war mit dem preußischen General der Kavallerie Karl von Witzendorff (1824–1891) und seine Tante Marie (1810–1890) mit dem Generalmajor Wolf Benno von Schlegel verheiratet.
Rehdiger studierte Rechtswissenschaften an der Schlesischen Friedrich-Wilhelms-Universität Breslau und der Ruprecht-Karls-Universität Heidelberg. 1852 wurde er Mitglied des Corps Marchia Breslau. 1853 schloss er sich dem Corps Saxo-Borussia Heidelberg an. Nach dem Referendarexamen wurde er Majoratsherr von Striese und Schebitz im Kreis Trebnitz. Er war Mitglied des Kreisausschusses und Kreistags sowie Standesbeamter und Amtsvorsteher. In der Preußischen Armee erreichte er den Dienstgrad Hauptmann. Von 1877 bis 1898 saß er über insgesamt sechs Legislaturperioden als Abgeordneter des Wahlkreises Breslau 2 (Militsch, Trebnitz) im Preußischen Abgeordnetenhaus. Von 1877 bis 1879 gehörte er der Fraktion der Neukonservativen Partei an, von 1879 bis 1898 der Fraktion der Konservativen Partei. Von 1889 bis 1890 war er Schriftführer des Abgeordnetenhauses.
1879 heiratete er Hedwig von Baumbach (* 1855), Tochter des Generalleutnants Friedrich von Baumbach. Die Ehe blieb kinderlos und die Familie starb damit aus.